# Ett dockhem (1956)
Ett dockhem är en svensk dramafilm från 1956 i regi av Anders Henrikson.

## Om filmen
Filmen premiärvisades 20 februari 1956 på biograf Saga i Stockholm. Inspelningen utfördes vid Europa Studios i Sundbyberg med exteriörer från Skeppsholmen i Stockholm och Dalarö tagna av filmfotografen Karl-Erik Alberts. Förlaga till manuset var August Strindbergs novell Ett dockhem som utgavs 1884 (se Giftas).

## Roller komplett lista
- George Fant – Wilhelm Pall, sjökapten
- Mai Zetterling – Gurli Pall, Wilhelms hustru
- Gunnel Broström – Ottilia Sandegren
- Hjördis Petterson – Gurlis mor
- Torsten Lilliecrona – skeppsläkare
- Einar Axelsson – krigskommissarie
- Svea Holm – Lovisa, tjänarinna
- Carin Lundquist – piga
- Marianne Lindberg – piga
- Wilma Malmlöf – inackorderingstant
- Mats Björne – officer
- Åke Svensson – postbud
- Axel Högel – båtsman
- Hans Strååt – sekond
- Hans Sundberg – rorsman

## Filmmusik i urval
- Les fiacres, kompositör Francis Lemarque, text Francis Carco
- La Paloma, kompositör Sebastián Yradier, svensk text Ejnar Westling
- Vergebliches Ständchen, kompositör Johannes Brahms, text Mai Zetterling